# Divizia A 1922-23
A temporada 1922-23 é a 11ª edição da Divizia A que começou em 1922 e terminou em 1923. O Chinezul Timişoara foi o campeão vencendo na final o Victoria Cluj, conquistando pela 2ª vez o título nacional.

## Equipes Participantes
| Região       | Equipe                       |
| ------------ | ---------------------------- |
| Arad         | Gloria CFR Arad              |
| Bucareste    | Venus Bucureşti              |
| Braşov-Sibiu | Braşovia Braşov              |
| Cernăuţi     | Polonia Cernăuţi             |
| Cluj         | Victoria Cluj                |
| Oradea       | Înţelegerea Oradea           |
| Târgu Mureş  | Clubul Gimnastic Târgu-Mureş |
| Timişoara    | Chinezul Timişoara           |

## Fase final

### Quartas-de-finais
| Time 1                       | Res. | Time 2             |
| ---------------------------- | ---- | ------------------ |
| Victoria Cluj                | 1-0  | Înţelegerea Oradea |
| Clubul Gimnastic Târgu-Mureş | 3-0  | Polonia Cernăuţi   |
| Gloria CFR Arad              | 0-2  | Chinezul Timişoara |
| Braşovia Braşov              | 1–1¹ | Venus Bucureşti    |

1 A equipe do Braşovia Braşov decidiu não participar da 2ª partida.

### Semi-finais
| Time 1             | Res. | Time 2                       |
| ------------------ | ---- | ---------------------------- |
| Venus Bucureşti    | 1-3  | Victoria Cluj                |
| Chinezul Timişoara | 2-0  | Clubul Gimnastic Târgu-Mureş |

### Final
| Time 1        | Res. | Time 2             |
| ------------- | ---- | ------------------ |
| Victoria Cluj | 0-2  | Chinezul Timişoara |

## Campeão
| Divizia A 1922-23              |
| ------------------------------ |
| Chinezul Timişoara (2º título) |